# Referèndum constitucional de Niue de 1974
El 3 de setembre de 1974, es va celebrar un referèndum constitucional a Niue. La constitució va ser aprovada amb el suport del 65% dels votants, i es va fer efectiva el 19 d'octubre del mateix any.

## Rerefons
La constitució proposada va ser redactada per Robert Quentin Quentin-Baxter, un professor de dret constitucional i jurisprudència de la Universitat Victòria de Wellington, en consulta amb l'Assemblea de Niue. La nova constitució convertiria Niue en una regió autònoma sota la sobirania de Nova Zelanda; els illencs obtindrien la ciutadania de Nova Zelanda i es podrien establir lliurement a Nova Zelanda. Establia una Assemblea de 21 membres, formada pel President i per 20 membres electes (14 provinents dels diferents districtes electorals basats en els municipis i sis d'un districte electoral nacional). L'Assemblea seria l'encarregada de elegir el Premier (primer ministre), que triaria uns altres tres membres per formar el Consell Executiu de quatre persones.
El referèndum va ser aprovat per l'Assemblea de Niue el 16 de juliol de 1974, i la constitució proposada va ser aprovada en el Parlament de Nova Zelanda a través del projecte d'esmena de Niue i de l'Acta Constitutiva de Niue.

## Resultats
La pregunta era la següent: Votes a favor de l'auto-govern per a Niue en lliure associació amb Nova Zelanda en base a la Constitució i a l'Acta Constitucional de 1974? (en anglès: Do you vote for self-government for Niue in free association with New Zealand on the basis of the Constitution and the Niue Constitution Act 1974?)
| Tria                    | Vots  | %     |
| ----------------------- | ----- | ----- |
| A favor                 | 887   | 65.41 |
| En contra               | 469   | 34.59 |
| Total vots vàlids       | 1.356 | 100.0 |
| Vots vàlids             | 1.356 | 97.98 |
| Vots no vàlids/en blanc | 28    | 2.02  |
| Total                   | 1.384 | 100.0 |